# Dankmarshausen
Dankmarshausen – dzielnica miasta Werra-Suhl-Tal w Niemczech, w kraju związkowym Turyngia, w powiecie Wartburg. Do 31 grudnia 2018 samodzielna gmina wchodząca w skład wspólnoty administracyjnej Berka/Werra.